# Этногенез славян по данным археологии
Этногенез славян по данным археологии — представление о формировании древнеславянского этноса на базе преемственности сменяющих друг друга археологических культур от I тысячелетия до н. э. до VI века, когда древние славяне были зафиксированы в эпиграфических памятниках как уже сформировавшаяся культурно-языковая общность.
Появление археологических культур, признанных большинством археологов славянскими, относится лишь к V—VI векам. Пражско-корчакская, пеньковская и колочинская культуры структурно близки и разделены географически. Более ранние так называемые постзарубинецкие памятники (II—IV века) предложено выделить в отдельную киевскую культуру, на базе которой по мнению некоторых археологов и развились вышеупомянутые культуры.
Изучение этногенеза славян с помощью археологии наталкивается на следующую проблему: современной науке не удаётся проследить до начала нашей эры смену и преемственность археологических культур, носителей которых можно было бы уверенно отнести к славянам или их предкам. Отдельные археологи принимают некоторые археологические культуры на рубеже нашей эры и более ранние за славянские, априори признавая автохтонность славян на данной территории, даже если её населяли в соответствующую эпоху другие народы согласно синхронным историческим свидетельствам.

## Дославянские и праславянские культуры
Предметом дискуссий между археологами продолжает оставаться проблема идентификации культур дописьменного периода, существовавших на будущей славянской территории (между Одером и Днепром). Основной является проблема разграничения между культурами дославянскими (генетически связанных с народами достоверно неславянскими) и праславянскими (то есть предположительно носителями языков, предковых для современных славянских).
Таковы тшинецкая культура бронзового века, чернолесская культура раннего железного века, пшеворская культура рубежа н. э. и черняховская культура поздней античности. Не отрицая вклад этих культур в формирование славян, исследователи тем не менее замечают в них наличие неславянских компонентов: фракийцев, кельтов, германцев, балтов и скифов.
В отечественной и зарубежной археологии сложилось несколько подходов. Если примерно до середины XX века, в том числе и по политическим мотивам, популярностью пользовался автохтонизм, то есть отнесение указанных культур по умолчанию к славянским, то начиная с послевоенного периода эти взгляды всё больше теряют популярность. К наиболее влиятельным поздним сторонникам автохтонизма можно отнести академика Б. А. Рыбакова. В современной археологии вопрос об археологическом отражении генезиса славян рассматривается в контексте их взаимодействия с носителями соседних культур (кельтских, германских, балтийских, финно-угорских и др.) и отражения этого взаимодействия в языковых факторах.
- Киевская археологическая культура II—IV веков. Среди историков и археологов нет консенсуса по ранней истории и географии праславян, взгляды эволюционируют по мере накопления нового археологического материала. Во второй половине XX века были идентифицированы и отнесены к особой культуре памятники киевского типа конца II—IV веков, найденные в Среднем Поднепровье (от устья Роси на юге до Могилёва на севере) и бассейне левых притоков Днепра, Десны и Сейма, вплоть до истоков Северского Донца[комм. 1]. Некоторые археологи (П. Н. Третьяков, Р. В. Терпиловский[укр.], Н. С. Абашина , М. Б. Щукин) видят прямую переемственность между киевской археологической культурой и нижеперечисленными славянскими культурами V—VI веков (склавинов и антов). О. М. Приходнюк[укр.] даже предлагал вообще отказаться от термина «киевская культура» и ранние памятники тоже считать пеньковскими. В настоящее время археологи склоняются к следующему варианту преемственности культур:
- Колочинская культура развилась непосредственно из киевской как её северный вариант[1][2].
- Пеньковская культура развилась из киевской при участии этноса полиэтничной черняховской культуры, разгромленной гуннами в конце IV века[3][4]. Обе последние культуры существовали одновременно и частично перекрывались географически, но относились к разным уровням цивилизации. Однако В. В. Седов полагал, что пеньковская культура развилась потомками прежде всего черняховской при некотором участии переселенцев из ареала киевской, а В. Н. Даниленко предположил, что пеньковские древности возникли на основе колочинской культуры[5].
- Пражско-корчакская культура возникла, как полагают, первоначально в бассейне Припяти, где недавно обнаружены наиболее ранние памятники пражского типа второй половины IV века[6]. По этой версии, пражско-корчакская культура развилась в результате экспансии славян на запад вдоль внешних Карпат к истокам Вислы, затем Эльбы и на юг от верховьев Одера к Дунаю вдоль его притоков (в сторону Паннонии). Однако, археологи отмечают, что данная культура не выводится из киевской.
- Ипотешти-кындештская культура на нижнем и среднем левобережье Дуная возникла в результате экспансии носителей ранней пеньковской культуры на запад и носителей пражско-корчакской культуры на юг в регион современной Румынии. Культуры развивались одновременно, но на формирование ипотешти-кындештской культуры оказало влияние местное фракийское население и близость Византийской империи. Именно в её ареале византийские авторы впервые зафиксировали славянский этнос.
- Суковско-дзедзицкая культура в междуречье Одера и Эльбы примыкает на юге к ареалу пражско-корчакской культуры. Географически и хронологически суковско-дзедзицкая культура выглядит как экспансия в VI веке носителей ранней пражско-корчакской культуры вниз сначала по Одеру в сторону Балтики, затем вниз по Эльбе и на восток в сторону средней Вислы. Славянские племена занимали обезлюдевшие к VI веку земли, и видимо ассимилировали оставшееся в некоторых местах местное население. Славяне достигли Балтийского побережья в низовьях Эльбы где-то к началу VII века. Северный ареал суковско-дзедзицкой культуры и ремесленно-бытовые традиции местного населения вызвали заметные отличия в характере памятников от пражско-корчакской культуры, но в целом она соответствует структуре последней.

Признание киевской культуры славянской не решает вопроса об этногенезе славян. Среди возможных кандидатов, предшествующих киевской культуре, указываются зарубинецкая, милоградская и юхновская, более ранняя чернолесская и другие археологические культуры, однако их роль в формировании славянского этноса не может быть точно установлена.
|  |  |

## Достоверно славянские археологические культуры V—VI веков
- Пражско-корчакская археологическая культура: ареал протянулся полосой от верхней Эльбы до среднего Днепра, соприкасаясь на юге с Дунаем и захватывая верховья Вислы. Ареал ранней культуры V века ограничен южным бассейном Припяти и верховьями Днестра, Южного Буга и Прута (Западная Украина).

Соответствует местам обитания склавинов византийских авторов. Характерные признаки: 1) посуда — горшки ручной лепки без украшений, иногда глиняные сковороды; 2) жилища — квадратные полуземлянки площадью до 20 м² с печами или очагами в углу или же срубные дома с печью в центре; 3) погребения — трупосожжения, захоронение останков кремации в ямках или урнах, переход в VI веке от грунтовых могильников к курганному обряду погребения; 4) отсутствие инвентаря в погребениях, встречаются лишь случайные вещи; отсутствуют фибулы и оружие.
- Пеньковская археологическая культура: ареал от среднего Днестра до Северского Донца (западный приток Дона), захватывая правобережье и левобережье средней части Днепра (территория Украины).

Соответствует вероятным местам обитания антов византийских авторов. Отличается так называемыми антскими кладами, в которых находят бронзовые литые фигурки людей и животных, расцвеченные эмалями в специальных выемках. Фигурки по стилю аланские, хотя техника выемчатой эмали пришла вероятно из Прибалтики (наиболее ранние находки) через провинциально-римское искусство европейского Запада. По другой версии эта техника развилась на месте в рамках предшествующей киевской культуры. От пражско-корчакской культуры пеньковская отличается, кроме характерной формы горшков, относительным богатством материальной культуры и заметным влиянием кочевников Причерноморья. Археологи М. И. Артамонов и И. П. Русанова признавали булгар-земледельцев основными носителями культуры, по крайней мере на её начальной стадии.
- Колочинская археологическая культура: ареал в бассейне Десны и верховьев Днепра (Гомельская область Белоруссии и Брянская область России). Примыкает на юге к пражско-корчакской и пеньковской культурам. Зона смешивания балтских и славянских племён. Несмотря на близость к пеньковской культуре В. В. Седов относил её к балтской на основании насыщенности местности балтскими гидронимами, но другие археологи не признают данный признак этноопределяющим для археологической культуры.

## Версии археологов по преемственности культур

### М. Гимбутас
Американский археолог Мария Гимбутас (1921—1994) полагала, что к началу новой эры праславяне уже были значительным народом, который, однако, будучи автохтонным населением северного Прикарпатья, жил под игом пришельцев, сначала с востока, а затем с запада. После ухода готов, которых ассоциируют со сравнительно более развитой черняховской культурой, в данном регионе наблюдается возврат к традициям раннего железного века, прослеживавшимся во время владычества готов и других пришлых племён лишь на некоторых изолированных территориях. Обращаясь к предшественникам славян, М. Гимбутас усматривала следы их предков в местной чернолесской культуре раннего железного века, процветавшей в Прикарпатье до нашествия сарматов, а затем германцев.

### В. В. Седов
Известный археолог-славист академик В. В. Седов (1924—2004) выделял несколько ранних археологических культур, которые считал славянскими. По его мнению славяне — это культура подклёшевых погребений 400—100 годов до н. э. в междуречье Одера и Вислы (центральная и южная Польша). В результате миграции кельтские племена вошли в соприкосновении с праславянами, и культура подклёшевых погребений трансформируется в пшеворскую (II—IV века), а кельты в Польше ассимилируются славянами, которых Седов ассоциировал с венедами.
Во II—III веках славянские племена пшеворской культуры из Висло-Одерского региона мигрируют в лесостепные районы междуречья Днестра и Днепра, заселенные сарматскими и позднескифскими племенами, принадлежавшими к иранской языковой группе и вытесняют последних с их территории. Одновременно происходит перемещение на юго-восток германских племён гепидов и готов, в результате чего от нижнего Дуная до Днепровского лесостепного левобережья складывается полиэтничная черняховская культура с преобладанием славян. В процессе славянизации местных скифо-сарматов в Приднепровье формируется новый этнос, известный в византийских источниках как «анты».
В конце IV века развитие пшеворской и черняховской культур прервалось нашествием гуннов. В южной части ареала пшеворской культуры, там, где в этногенезе славян участвовал кельтский субстрат, складывается пражско-корчакская культура, распространяемая на юг мигрирующими славянами. В междуречье Днестра и Днепра в V веке складывается пеньковская культура, носителями которой стали потомки черняховского населения — анты. Вскоре они расширили свой ареал за счет левобережья Днепра.
Близкими к данной концепции является концепция археолога И. П. Русановой, которая высказывается за принадлежность пшеворской культуры славянам на основании того, что славянская керамика пражско-корчакской культуры имеет прямые прототипы в пшеворской керамике. Концепция В. Д. Барана объединяет все выше перечисленные культуры в разные ветви праславянских культур.

### Д. А. Мачинский
В ряде статей известные ленинградские археологи Д. А. Мачинский (1937—2012), М. Б. Щукин (1937—2008) и Г. С. Лебедев (1943—2003) сформулировали свою концепцию по этногенезу славян. Языковые предки славян к середине I тысячелетия до н. э. представляли собой совокупность родственных групп, рассеянных родовыми коллективами по лесной зоне Восточной Европы и говоривших на сходных диалектах прабалтославянского языка, отличия в которых нарастали по мере географического удаления друг от друга.
Возможным археологическим эквивалентом прабалтославян в VIII—IV веках до н. э. является милоградско-подгорцевская культурная общность (соотносима c неврами Геродота) в районе северной Украины и южной Белоруссии, а также культура штрихованной керамики в Средней Белоруссии. Для этих близких культур раннего железного века характерны: расселение на постоянных родовых укрепленных городищах, жилище слегка углублено в землю с очагом в углу помещения, ямные могилы с кремацией без инвентаря, высокие лепные горшки, узколезвийные топоры, слабоизогнутые серпы, костяные наконечники стрел.
К III веку до н. э. милоградская культура исчезает в результате сокрушительного продвижения сарматов на Запад, но более северная культура штрихованной керамики без видимых потрясений продолжает своё развитие до IV века.
Археологически пустующая область милоградцев со II века до н. э. частично заполняется памятниками зарубинецкой культуры, возникшей в результате прихода с запада нового населения (вероятно бастарнов), которые включили в свой состав оставшихся обитателей. К началу II века зарубинецкая культура гибнет под напором очередной волны кочевников (сарматов и аланов) и экспансии готов с побережья Балтики. На смену в Среднем Поднепровье приходят так называемые постзарубинецкие памятники (или памятники киевского типа), соответствующие новому образу жизни местного населения, которое вынуждено часто менять места обитания. Структурно киевская культура очень близка милоградской: схожий хозяйственный уклад, тип жилища, набор орудий труда, украшений и посуды. Одновременно в Среднем Поднепровье появилась черняховская культура (ассоциируемая обычно с миграцией готов), памятники которой не смешиваются, а скорее соседствуют с постзарубинецкими древностями.
В I—IV веках праславянские племена, входившие в конгломерат родственных племён балто-славянской общности, были известны римским авторам под именем «венеды». Эти венеды обитали в лесной зоне бассейна Днепра между Днестром на западе и верховьями Оки на востоке. К северу от венедов вокруг озера Ильмень находилась малообитаемая (по археологическим памятникам) пограничная зона, там происходили столкновения с финно-угорскими племенами. На юге и западе венеды противостояли кочевникам (сарматы, аланы) и мигрирующим германским племенам (бастарны, готы, вандалы). Археологически область расселения венедов соответствует киевской культуре и белорусскому варианту культуры штрихованной керамики.
К югу от границ киевской культуры, где лесные массивы переходят в лесостепные районы, с III века до н. э. до V века существует так называемая «зона археологической трудноуловимости» (где не обнаруживаются опорные археологические памятники). В этой пограничной области венеды вступали в контакты и конфликты с другими, более четко оформленными этносами, что способствовало выработке праславянского самосознания и формированию особого этноса в южной части расселения балто-славянского этномассива.
В первой половине IV века какая-то часть венедов была включена в состав готского объединения, их южная часть после разгрома державы Германариха (около 375 года) оформилась в Антский союз племён, что находит отражение в возникновении в V веке достоверно славянской пеньковской культуры на базе киевской. Пеньковские памятники оставлены населением, которое продвинулось из лесной зоны на юг в лесостепной и степной ареалы черняховской культуры и стали вести оседлый образ жизни в условиях гунно-аварского владычества. В VII веке пеньковская культура замещается памятниками позднего варианта пражско-корчакской культуры, в которой видят консолидирующую основу для формирования славянского этноса.
Памятники достоверно славянской пражско-корчакской культуры появляются в V веке на границах с кельто-германским миром в верховьях Прута, Днестра, Вислы. Эта культура связана с мощным миграционным движением праславян в эпоху Великого переселения народов на запад и юго-запад в Среднюю Европу и Балканы из глубин лесных массивов Восточной Европы. Структурно пражские памятники очень близки киевским. Одновременно эволюционное расширение ареала праславян происходит также на восток и север, что находит отражение, в частности, в колочинской культуре.
В контактах с более развитым кельто-греко-германским миром окончательно оформилось этносамосознание славянского этноса и перешло в эпическую память древнерусских и польских летописей о прародине славянства на Дунае. В VI—VII веках у славян на Дунае и в Средней Европе формируется новый, более прогрессивный хозяйственный уклад, основанный на пашенном земледелии с использованием железных пахотных орудий. С VIII века этот хозяйственно-бытовой комплекс становится этнографическим маркером славянского этноса. На его базе в дальнейшем происходит консолидация в единый этнос родственных по языку прабалтославянских племён в лесной зоне Восточной Европы, откуда и началась экспансия праславян на юго-запад.

## Археологические культуры Восточной Европы в раннем Средневековье
| название                                     | период существования           | этническая группа               | примечания |                 |                 |
| Западный регион                              | Западный регион                | Западный регион                 | Западный регион | Западный регион | Западный регион |
| -------------------------------------------- | ------------------------------ | ------------------------------- | --- | --------------- | --------------- |
| Пшеворская культура                          | II век до н. э. — V век н. э.  | венеды                          | Польша, название археологической культуры дано на основании раскопок К. Гадачека. |                 |                 |
| Зарубинецкая культура                        | III век до н. э. — I век н. э. | полиэтнический состав           | юго-восток Белоруссии, Западная и Центральная Украина, Тамбовская область России. Культурный слой выделен Ю. В. Кухаренко на основе раскопок В. В. Хвойка |                 |                 |
| Черняховская культура                        | III — V века                   | готы, сарматы, скифы, гето-даки | Румыния, Молдавия, Украина, Курская область России |                 |                 |
| Пражская культура                            | V — VII века                   | славяне                         | Белорусское Полесье, Чехия, Польша, Молдавия, Румыния, Украина. Название археологической культуры дано на основании раскопок И. Борковского. |                 |                 |
| Ипотешти-кындештская культура                | VI — VII века                  | славяне                         | название археологической культуры Румынии дано Виктором Теодореску в 1964 году. |                 |                 |
| Лука-Райковецкая культура                    | VII — X века                   | славяне                         | Полесье Белоруссии, Польша, Чехия, Молдавия, Болгария, Румыния, Украина. Названа по материалам раскопок В. К. Гончарова. Вероятно, расселение народов этого периода времени нашло отражение в древнейшей русской летописи — «Повести временных лет».                                             |                 |                 |
| Восточный регион                             |                                |                                 | |                 |                 |
| Киевская культура                            | III — V века                   | полиэтнический состав           | Белорусское Полесье, среднее Поднепровье Украины и Белгородская, Курская области России. Названа на основе раскопок В. Н. Даниленко. |                 |                 |
| Мощинская культура                           | III — VII века                 | голядь, вятичи                  | Бассейн реки Ока, Калужская, Тульская области. Название культуры дано П. Н. Третьяковым в 1941 году. На раскопках Мощинского городища в 1888 году был найден клад содержащий выемчатые эмали |                 |                 |
| Именьковская культура                        | IV — VII века                  | полиэтнический состав           | Среднее Поволжье, название введено В. Ф. Генингом в 1956 году. |                 |                 |
| Колочинская культура                         | V — VII века                   | славяне, днепровские балты      | восточная часть Белоруссии, северо-восток Украины и Смоленская, Брянская, Курская, Орловская, Липецкая области России. Культурный слой выделен на основе работ Э. А. Сымоновича. Археологам известно 26 раннесредневековых кладов, найденных на Днепровском Левобережье и правобережном Подонье. |                 |                 |
| Пеньковская культура                         | V — VII века                   | анты                            | Румыния, Молдавия, Украина. Название археологической культуры ввёл в оборот Д. Т. Березовец. |                 |                 |
| Волынцевская культура                        | VIII — IX века                 | северяне, вятичи                | междуречье Днепра и Дона, северо-восток Украины, Брянская, Курская, Белгородская области России. Исследователь — Д. Т. Березовец. Археологическим памятником является Битицкое городище. |                 |                 |
| Роменско-борщёвская культура                 | VIII — XI века                 | северяне, вятичи                | северо-восток Украины и Липецкая, Воронежская, Брянская, Курская, Белгородская, Орловская области России. Название дано на основе работ Н. Е. Макаренко и И. И. Ляпушкина. Археологический памятник — Горнальское городище и др.                                                                 |                 |                 |
| Северный регион                              |                                |                                 | |                 |                 |
| Заозерье                                     | III — V века                   | славяне, балты                  | север Белоруссии, Псковская, Смоленская области России. Название введено археологами Н. В. Лопатиным и А. Г. Фурасьевым в 1994 году. |                 |                 |
| Тушемлинская культура                        | IV — VII века                  | днепровские балты               | север Белоруссии и Смоленская область |                 |                 |
| Культура псковских длинных курганов          | V — IX века                    | кривичи, балты                  | Эстония, север Белоруссии, Псковская, Новгородская, Тверская области, часть Ленинградской, Вологодской. Название культуры появилось в 1968 году, в работе Е. А. Шмидта. |                 |                 |
| Культура новгородских сопок                  | VIII — X века                  | словене, финно-угорские народы  | Бассейн озера Ильмень. Новгородская и Ленинградская обл. Археологические раскопки ведутся с XIX века, популизатор термина В. В. Седов. Археологический памятник — Шум-гора, Рюриково городище.                                                                                                   |                 |                 |
| Культура смоленско-полоцких длинных курганов | VIII — X века                  | кривичи, балты                  | север Белоруссии, Смоленская и Тверской области России. Археологический памятник Гнёздово. |                 |                 |